# Irrefrenabili
Irrefrenabili (Desenfrenadas) è una serie televisiva messicana ideata da Diego Martínez Ulanosky e distribuita nel 2020 su Netflix. 

## Trama
La serie segue le vicende personali di tre amiche: Vera, Rocio e Carlota che decidono di lasciare le loro vite e partire per un viaggio in cui incontreranno Marcela, una sconosciuta che cambierà le loro vite per sempre.

## Episodi
| Stagione       | Episodi | Pubblicazione Messico | Pubblicazione Italia |
| -------------- | ------- | --------------------- | -------------------- |
| Prima stagione | 10      | 2020                  | 2020                 |